# جينيفر ليم
جينيفر ليم (بالإنجليزية: Jennifer Lim)‏ هي ممثلة أمريكية، ولدت في 1979 في هونغ كونغ في الصين. من الجوائز التي نالتها جائزة المسرح العالمي سنة 2012.

## جوائز
- جائزة المسرح العالمي (2012)

## وصلات خارجية
- الموقع الرسمي
- جينيفر ليم على موقع IMDb (الإنجليزية)
- جينيفر ليم على موقع ميوزك برينز (الإنجليزية)
- جينيفر ليم على موقع قاعدة بيانات برودواي على الإنترنت (الإنجليزية)
- جينيفر ليم على موقع قاعدة بيانات الفيلم (الإنجليزية)